# Ruud Hesp
Rudolfus „Ruud“ Hubertus Hesp (* 31. října 1965, Bussum, Nizozemsko) je bývalý nizozemský fotbalový brankář. Mimo Nizozemska působil ve Španělsku (v FC Barcelona).

Za rok 1989 získal ocenění Fotbalový brankář roku Nizozemska.
Po skončení aktivní hráčské kariéry se stal trenérem brankářů. Jeho mladším bratrem je Danny Hesp, rovněž bývalý fotbalista, společně si zahráli v Roda JC Kerkrade v sezóně 1994/95.

## Klubová kariéra
V Nizozemsku hrál za kluby HFC Haarlem, Fortuna Sittard a Roda JC Kerkrade.
S FC Barcelona vyhrál v sezoně 1997/98 domácí double, tedy titul v Primera División i Copa del Rey. V téže sezóně vyhrál s týmem i Superpohár UEFA 1997.

## Reprezentační kariéra
V A-mužstvu nizozemské fotbalové reprezentace nikdy nenastoupil do soutěžního zápasu.
Zúčastnil se EURA 1996 v Anglii a MS 1998 ve Francii. Byl náhradníkem za Edwinem van der Sarem a Edem de Goeijem.